# Język kaiy
Język kaiy (kai, kaiya), także: taori-kaiy (taori-kei), todi– język papuaski używany w prowincji Papua w Indonezji; przedstawiciel języków Równiny Jezior. Według danych z 2000 r. posługuje się nim 220 osób.
Jego użytkownicy zamieszkują wieś Kai (dystrykt Rufaer, kabupaten Mamberamo Raya). Do obszaru tego języka zaliczono też wieś Kokou.
Potencjalnie zagrożony wymarciem; znajduje się bowiem pod presją języka indonezyjskiego, który zaczyna być preferowany przez najmłodsze pokolenie.